# Pactolinus latilabris
Pactolinus latilabris är en skalbaggsart som först beskrevs av Lewis 1911.  Pactolinus latilabris ingår i släktet Pactolinus och familjen stumpbaggar. Inga underarter finns listade i Catalogue of Life.